# Yūko Kaida
Yūko Kaida (Kawasaki (Kanagawa), 14 gennaio 1980) è una doppiatrice e attrice teatrale giapponese.

## Doppiaggio

### Anime
- Bleach (Ikumi Unagiya)
- BLOOD+ (Julia)
- Chainsaw Man (Diavolo Volpe)
- Code Geass: Akito the Exiled  (Sophie Randle)
- Dance in the Vampire Bund (Vera)
- D.Gray-man (Hevlaska)
- Garasu no Kantai (Michel Volban)
- Geneshaft (Sofia Galgalim)
- Gintama (Tsukuyo)
- Gli Avengers del futuro (Asp)
- Garouden: The Way of the Lone Wolf (Miyuki Koiso)
- Godannar (Shadow Dunaway)
- Hellsing Ultimate (Yumie Takagi)
- Hero Tales - Le cronache di Hagun (Rinmei Shokan)
- Hikari to Mizu no Daphne (Yu Park)
- HUGtto! Pretty Cure (Gelos)
- Ikki Tōsen (Ryomou Shimei)
- Ikki Tōsen: Dragon Destiny (Ryomou Shimei)
- Ikki Tōsen: Great Guardians (Ryomou Shimei)
- Kaibutsu Ōjo (Riza Wildman)
- Le bizzarre avventure di JoJo: Stardust Crusaders (Malèna)
- Le bizzarre avventure di JoJo: Stone Ocean (Miuccia Miller)
- Lupin III - Una storia senza fine (Hazel)
- Manyu hikencho - Il prosperoso clan Manyu (Oiso)
- Maria†Holic (Ryūken Ishima)
- Maria-sama ga miteru (Minako Tsukiyama)
- Mekakucity Actors (Tsubomi Kido)
- Mobile Suit Gundam Unicorn (Marida Cruz)
- New Panty & Stocking with Garterbelt (Lady)
- One Piece (Belo Betty)
- Persona 4: The Animation (Mayumi Yamano)
- Persona 4: The Golden Animation (Mayumi Yamano)
- Persona 5: The Animation (Sae Niijima)
- Potemayo (Kyō Takamimori)
- Queen's Blade -Rurō no Senshi- (Risty/Listy)
- Queen's Blade: Gyokuza o Tsugumono (Risty/Listy)
- Sekirei (Hikari)
- Senran Kagura Shinovi Master (Naraku)
- Shin Ikki Tōsen (Ryomou Shimei)
- Spy × Family (Sylvia Sherwood)
- Strawberry Panic! (Amane Ootori)
- Sword Art Online: Alicization (Dee Eye Ell)
- Taishō Baseball Girls (Tomoe Tsukiei)
- That Time I Got Reincarnated as a Slime (Kaede)
- The Promised Neverland (Isabella)
- The Tatami Galaxy (Ryōko Hanuki)
- Tokyo Magnitude 8.0 (Mari Kusakabe)
- Toradora! (Sumire Kanō)
- Trinity Blood (Sorella Paula Souwauski)
- Tsubasa RESERVoir CHRoNiCLE (Soma)
- Yojō-Han Shinwa Taikei (Hanuki)

### Cartoni animati
- Secret Level (Kara)

### Videogiochi
- Robot Alchemic Drive (Telegiornalista 1)
- Suikoden IV (Jeane)
- Zombie Zone (Aya)
- Rumble Roses (Dixie Clemets/Sgt. Clemets)
- Devil Kings (Matsu)
- The OneeChanbara 2 (Aya)
- Zombie Hunters (Aya)
- Zombie Hunters 2 (Aya)
- Suikoden V (Jeane)
- Rumble Roses XX (Dixie Clemets/Sgt. Clemets)
- Onechanbara: Bikini Samurai Squad (Aya)
- Armored Core 4 (Anjou)
- Final Fantasy IV (Remake) (Rosa Farrell)
- Onechanbara: Bikini Zombie Slayers (Aya)
- Rumble Roses (Dixie Clemets)
- Soulcalibur IV (Hildegard von Krone)
- Trauma Center: Under the Knife 2 (Reina Mayuzumi)
- Gears of War 2 (Maria Santiago)
- Soulcalibur: Broken Destiny (Hildegard von Krone)
- Heavy Rain (Madison Paige)
- Alan Wake (Alice Wake)
- Fallout: New Vegas (Veronica)
- Dynasty Warriors: Gundam 3 (Marida Cruz)
- The 3rd Birthday (Gabrielle Monsigny)
- OneeChanbara Special (Aya)
- Soulcalibur V (Hildegard von Krone)
- Ninja Gaiden 3 (Mizuki McCloud)
- Resident Evil: Opetation Raccoon City (Claire Redfield)
- Ys: Memories of Celceta (Frieda)
- Bravely Default (Einheria Venus)
- PlayStation All-Stars Battle Royale (Nariko)
- Tomb Raider (videogioco 2013) (Lara Croft)
- Dragon's Dogma: Dark Arisen (Madeleine)
- Shin Megami Tensei IV (Burroughs)
- Killer Is Dead (Vivienne Squall)
- Conception II: Children of the Seven Stars (Ruby)
- OneeChanbara Z: Kagura with NoNoNo! (Aya)
- Granblue Fantasy (Freesia)
- Super Robot Wars Z3: Hell Chapter (Marida Cruz)
- Onechanbara Z2: Chaos (Aya)
- Senran Kagura 2: Deep Crimson (Naraku)
- Resident Evil: Revelations 2 (Claire Redfield)
- Dragon Quest Heroes: L’albero del mondo e le radici del male (Greta)
- Senran Kagura: Estival Versus (Naraku)
- Super Robot Wars Z3: Heaven Chapter (Marida Cruz)
- Bravely Second: End Layer (Einheria Venus)
- Batman: Arkham Knight (Poison Ivy)
- Fallout 4 (Dottoressa Li)
- Dragon Quest Heroes II (Greta)
- Persona 5 (Sae Niijima)
- Dissidia Final Fantasy: Opera Omnia (Rosa Farrell)
- Fire Emblem Heroes (Mathilda)
- Super Robot Wars V (Marida Cruz)
- Horizon Zero Dawn (Vanasha)
- Senran Kagura: Peach Beach Splash (Naraku, Ryomou Shimei)
- Fire Emblem Echoes: Shadows of Valentia (Mathilda)
- Azur Lane (KMS Mainz)
- City Shrouded in Shadow (Risa Kashiwagi)
- Dragon Quest Rivals (Greta)
- Shinobi Master Senran Kagura: New Link (Naraku, Ryomou Shimei)
- Senran Kagura Burst Re:Newal (Naraku)
- Octopath Traveler (H'aanit)
- SNK Heroines: Tag Team Frenzy (Skullomania)
- Dragalia Lost (Garuda)
- Soulcalibur VI (Hildegard von Krone)
- Judgment (Saori Shirosaki)
- Resident Evil 2 (videogioco 2019) (Claire Redfield)
- Astral Chain (Jena Anderson)
- AI: The Somnium Files (Boss)
- Persona 5 Royal (Sae Niijima)
- OneeChanbara ORIGIN (Eva)
- Arknights (Leizi)
- Kandagawa Jet Girls (Naraku Mamiya)
- Persona 5 Strikers (Sae Niijima)
- Genshin Impact (Chasca)
- Lost Judgment (Saori Shirosaki)
- The King of Fighters XV (Dolores)
- Horizon Forbidden West (Vanasha)
- Babylon's Fall (Arwia)
- AI: The Somnium Files - nirvanA Initiative (Boss)
- Live A Live (Remake) (Yodogimi, Rachel Klein)
- Harvestella (Dianthus)
- The Legend of Zelda: Tears of the Kingdom (Soniah)
- Sword Art Online: Last Recollection (Dee Eye Ell)
- Dragon Quest Monsters: Il Principe oscuro (Lady Liana, Elshael)
- Unicorn Overlord (Ilenia)
- Princess Peach: Showtime! (Uva Spina)
- Eiyuden Chronicle: Hundred Heroes (Cassandra)
- Sand Land (videogioco) (Lilith)
- The Legend of Zelda: Echoes of Wisdom (voci addizionali)
- Dragon Quest III HD-2D Remake (Greta)